# Cornelis Bronsgeest
Cornelis Bronsgeest (* 24. Juli 1878 in Leiden, Niederlande; † 22. September 1957 in Berlin) war ein niederländisch-deutscher Opernsänger in der Stimmlage Bariton, der vornehmlich in Berlin wirkte.

## Leben
Cornelis Bronsgeest kam früh nach Deutschland und ließ seine Stimme unter anderem durch Julius Stockhausen in Frankfurt am Main ausbilden. Nach einer kurzen Station in Magdeburg (1902/1903) wurde er Mitglied des Ensembles am Hamburgischen Stadt-Theater (heute Staatsoper Hamburg). Dort blieb er bis 1908, dann wechselte er an die Berliner Hofoper (heute Staatsoper Unter den Linden), wo er bis 1919 und dann nach einer Pause von 1921 bis 1923 wirkte. Bronsgeest gab bereits vor dem Ersten Weltkrieg erfolgreiche Gastspiele in Holland, Belgien und Frankreich und absolvierte später eine Nordamerika-Tournee sowie Gastauftritte am Drury Lane Theatre London, an der Wiener Staatsoper und anderen Opernhäusern. In den zwanziger Jahren gründete er sogar eine eigene Tourneetruppe (Bronsgeest’s Wanderoper), mit der er zwischen 1922 und 1924 vor allem in seinem Heimatland Holland sowie in Belgien auftrat. Zu den zeitweiligen Mitgliedern dieser Bühne gehörten Sänger und Sängerinnen wie Fritzi Jokl (Sopran), Frida Leider (Sopran), Jules Moes (Tenor), Leo Schützendorf (Bassbariton), Björn Talén (Tenor), Henri Angenent (Bassbariton), Louis van de Sande (Bassbariton), Emmy Bettendorf (Sopran) und Else Knepel (Mezzosopran).
Ab 1924 engagierte sich Cornelis Bronsgeest im aufkommenden Medium Rundfunk. Er wurde zum Leiter der Opernabteilung der Funk-Stunde Berlin berufen. Auf seine Initiative wurden das Berliner Funk-Orchester (heute Rundfunk-Sinfonieorchester Berlin) und der Berliner Funkchor (heute Rundfunkchor Berlin) gegründet. Ab November 1924 wurde alle 14 Tage eine Opernsendung unter Bronsgeests Leitung ausgestrahlt. Dabei bearbeitete er die Opern speziell für den Funk. Die entstandenen Textfassungen erschienen periodisch in gedruckter Form in der Reihe SendeSpiele. Die engagierten Sänger kamen teilweise erst durch diese Sendungen zu Ruhm. So etwa der später enorm populäre Joseph Schmidt, dem wegen seiner geringen Körpergröße eine Bühnenkarriere versperrt war, der aber nach seiner Entdeckung durch Bronsgeest über Rundfunkausstrahlungen und Schallplattenaufnahmen berühmt wurde.
Bronsgeests Rundfunktätigkeit endete nach der „Machtergreifung“ durch die Nationalsozialisten. Sein finanzielles Überleben rettete ein Engagement von 1935 bis 1944 als Regisseur am Berliner Theater der Jugend, sowie seine Tätigkeit als Gesangslehrer (unter anderem für die Sopranistin Ilse Hübener). Während des Weltkrieges spielte er mit einem kleinen Ensemble Opern vor deutschen Soldaten.
Im Sommer 1945 organisierte er die erste vollständige Opernaufführung im zerstörten Nachkriegsberlin: den Barbier von Sevilla im Friedenauer Theater im Rathaus Friedenau (Premiere am 16. August 1945, Dirigent: Arthur Kusterer).
Bronsgeest starb nach längerer, schwerer Krankheit in seiner Wahlheimat Berlin. Er wurde auf dem Friedhof Alt-Schöneberg, Hauptstraße 46, beigesetzt (Feld 2). Das Grab ist nicht erhalten.
Im Jahre 1916 widmete der Komponist Hugo Kaun dem Bariton Bronsgeest den Liederzyklus Sieben Gesänge, Opus 105.

## Partien (Auswahl)
- Aida (Giuseppe Verdi): Amonasro
- Don Carlos (Giuseppe Verdi): Posa
- Ein Maskenball (Giuseppe Verdi): Renato
- La traviata (Giuseppe Verdi): Giorgio Germont
- Die Zauberflöte (Wolfgang Amadeus Mozart): Papageno
- Don Giovanni (Wolfgang Amadeus Mozart): Don Giovanni
- Figaros Hochzeit (Wolfgang Amadeus Mozart): Graf Almaviva
- Der Wildschütz (Albert Lortzing): Graf von Eberbach
- Der Waffenschmied (Albert Lortzing): Graf von Liebenau
- Parsifal (Richard Wagner): Amfortas
- Tannhäuser (Richard Wagner): Wolfram
- Götterdämmerung (Richard Wagner): Gunter
- Die Rose vom Liebesgarten (Hans Pfitzner): Sangesmeister
- Der Trompeter von Säckingen (Victor Ernst Nessler): Werner Kirchhofer
- Königskinder (Engelbert Humperdinck): Spielmann

## Diskografie

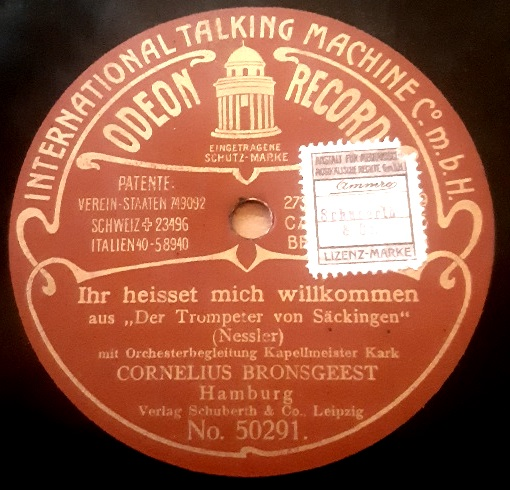
Die erste Aufnahme von Cornelis Bronsgeest (Berlin 1907)

Cornelis Bronsgeest hinterließ zahlreiche Platten für Odeon (Berlin 1907–09, hier u. a. Alfio in vollständiger Cavalleria rusticana), Pathé (Berlin 1910), Parlophon (Berlin 1910–11), Gramophone (Berlin 1913),  Grammophon (Berlin 1923), Vox (Berlin 1925, unveröffentlicht), Tri-Ergon (Berlin 1927–28), Electrola (Berlin 1927–28, u. a. Amfortas im 3. Akt Parsifal) und Ultraphon (Berlin 1930–31). Er wirkte auch als Sänger bei zahlreichen Rundfunkaufnahmen mit.
Wiederveröffentlichungen, Auswahl:
- Cornelis Bronsgeest. LP, 12 Titel. Preiser, Wien 1983
- Von der Königlichen Hofoper zur Staatsoper Unter den Linden. 4 CDs, Preiser, Wien 1997
- Wagner: Parsifal: the complete Karl Muck Parsifal recordings (1913, 1927–1928). 2 CDs, Naxos, Wien 1999
- Waldoper Zoppot. Das Bayreuth des Nordens und seine Sänger. 4 CDs, Preiser, Wien 2000
- The songs of Carl Loewe. CD. Preiser/Pavillon, Wien 2003
- Vom Hamburger Stadttheater zur Hamburgischen Staatsoper, 4 CDs, Preiser, Wien 2004
- Cornelis Bronsgeest. CD, 17 Titel. Hamburger Archiv für Gesangskunst, Hamburg ca. 2010.